# Shuntimpedanz
Die Shuntimpedanz ist ein Begriff aus der Hochfrequenztechnik, genauer aus dem Gebiet der Hohlraumresonatoren. Hohlraumresonatoren finden oft Anwendung in Teilchenbeschleunigern, wo sie der Beschleunigung, sowie der Lage- und Intensitätsmessung eines Teilchenstrahls dienen. 
Durchläuft ein Teilchenstrahl einen Resonator, so ist die Shuntimpedanz {\displaystyle R_{\text{S}}} der Proportionalitätsfaktor zwischen der Leistung {\displaystyle P}, die dem Strahl entzogen oder zugeführt wird, und dem Quadrat des Strahlstroms {\displaystyle I}, der in geeigneter Weise durch den Hohlraumresonator geführt wird:
{\displaystyle P=R_{\text{S}}\cdot I^{2}}
Die Shuntimpedanz hat die Dimension eines elektrischen Widerstands.

## Messung der Shuntimpedanz mittels Störkörpermethode
Zur Bestimmung der Shuntimpedanz eines Hohlraumresonators kann die sogenannte Störkörpermessung angewandt werden. Die Idee ist, dass ein möglichst kleiner dielektrischer Gegenstand durch das elektrische oder magnetische Feld im Inneren des Resonators polarisiert wird und so Eigenschaften des Resonators verändert. Der Störkörper besteht üblicherweise aus einem Material mit hoher elektrischer Permittivität, zum Beispiel Teflon. Es gibt nun verschiedene Methoden, um aus dieser Frequenzverringerung einen Wert für die Shuntimpedanz zu erhalten, die bekanntesten sind die resonante und die nicht-resonante Störkörpermethode.

### Resonante Störkörpermessung
Hierbei wird die Resonanzfrequenz des Resonators in Abhängigkeit von der Position des Störkörpers betrachtet. Unter der Annahme eines sehr kleinen Störkörpers, der das Feld nicht verformt, ergibt sich der Betrag des elektrischen Feldes {\displaystyle E} an der Position {\displaystyle z} des Störkörpers aus
{\displaystyle E(z)={\sqrt {{\frac {2W}{\alpha _{\text{S}}}}{\frac {\nu (z)}{\nu _{0}}}}}}
Dabei bezeichnet {\displaystyle W} die im Resonatorfeld gespeicherte Energie, {\displaystyle \nu (z)} die aktuelle Resonanzfrequenz des Resonators, {\displaystyle \nu _{0}} die ungestörte Resonanzfrequenz und {\displaystyle \alpha _{\text{S}}} die Störkörperkonstante. Diese ergibt sich aus
{\displaystyle \alpha _{\text{S}}={\frac {1}{2}}\,V\varepsilon _{0}(\varepsilon -1)}
Dabei ist {\displaystyle V} das Volumen des Störkörpers, {\displaystyle \varepsilon _{0}} die elektrische Feldkonstante und {\displaystyle \varepsilon } die elektrische Permittivität des Störkörpers.
Integriert man das elektrische Feld entlang der vermessene Achse, so erhält man die Spannung {\displaystyle U}, die ein geladenes Teilchen auf dieser Achse durchläuft.
{\displaystyle U=\int _{0}^{l}E(z)\,\mathrm {d} z}
Aus dem Zusammenhang zwischen Leistung, Spannung und Widerstand ergibt sich so für die Shuntimpedanz
{\displaystyle R_{\text{S}}={\frac {U^{2}}{P_{\text{V}}}}}
Dabei ist {\displaystyle P_{\text{V}}} die Verlustleistung, die durch ohmsche Effekte in den Wänden des Resonators verlorengeht.

### Nicht-resonante Störkörpermessung
Im Gegensatz zur resonanten Methode wird bei der nicht-resonanten Methode nicht die Resonanzfrequenz, sondern der Reflexionsfaktor bei einer festen Frequenz verfolgt. Der Reflexionsfaktor {\displaystyle \rho } gibt das Verhältnis der Amplitude aus der in den Resonator ein- und der aus dem Resonator auslaufenden Welle sowie deren Phasenbeziehung an.
{\displaystyle \rho ={\frac {{\underline {U}}_{\text{aus}}}{{\underline {U}}_{\text{ein}}}}}
Dieser ist im Allgemeinen komplex. Aus der Abweichung des komplexen Reflexionsfaktors beim Durchgang des Störkörpers zum ungestörten Fall lässt sich nun ähnlich wie bei der resonanten Methode ein Wert für den Betrag des elektrischen Feldes bestimmen.
{\displaystyle E(z)={\sqrt {{\frac {(1+\kappa )^{2}}{2\kappa Q_{0}}}{\frac {W}{\alpha _{\text{S}}}}|\Delta \rho (z)|}}}
Dabei bezeichnet {\displaystyle \kappa } den Koppelfaktor, der die Anpassung des Wellenwiderstandes des Resonators an das angeschlossene Kabel beschreibt. Dieser ergibt sich aus dem Reflexionsfaktor auf der Resonanzfrequenz.
{\displaystyle \kappa ={\begin{cases}{\dfrac {1+|\rho |}{1-|\rho |}}&{\text{bei }}\rho >0\\&\\{\dfrac {1-|\rho |}{1+|\rho |}}&{\text{bei }}\rho <0\end{cases}}}
{\displaystyle Q_{0}} bezeichnet die unbelastete Kreisgüte. Die weitere Berechnung erfolgt analog zur resonanten Messung.